# Slatan Dudow
Slatan Dudow, (in bulgaro Златан Дудов?, Zlatan Dudov) nato Theodor Dudow (Zaribrod, 30 gennaio 1903 – Fürstenwalde/Spree, 12 luglio 1963), è stato un regista, sceneggiatore cinematografico bulgaro naturalizzato tedesco che usò anche il nome Stefan Brodwin.

## Biografia
Nato nel 1903 a Zaribrod che, all'epoca, apparteneva alla Bulgaria, ma fino al 1919, ora con il nome Dimitrovgrad fa parte della Serbia, Slatan Dudov era figlio di un ferroviere. Nell'autunno 1922 andò a Berlino dove si iscrisse ad architettura. Nel 1923, cominciò a studiare recitazione con Emanuel Reicher, iscrivendosi come studente lavoratore alla scuola di studi teatrali di Max Herrmann.

## Filmografia

### Regia
- Zeitprobleme: wie der Arbeiter wohnt (1930)
- Kuhle Wampe oder: Wem gehört die Welt? (1932)
- Seifenblasen (1934)
- Unser täglich Brot (1949)
- Familie Benthin, co-regia di Richard Groschopp (1950)
- Frauenschicksale (1952)
- Stärker als die Nacht (1954)
- Der Hauptmann von Köln (1956)
- Verwirrung der Liebe (1959)
- Il primo uomo diventato donna